# Voggenberg (Gemeinde Bergheim)
Voggenberg ist eine Ortschaft und eine Katastralgemeinde der Gemeinde Bergheim im Bezirk Salzburg-Umgebung im Land Salzburg mit 371 Einwohnern (Stand 1. Jänner 2024).

## Lage
Voggenberg liegt nördlich des Zentrums der Gemeinde Bergheim, erhöht über dem Salzachtal, im nördlichen Alpenvorland am westlichen Rand der Salzkammergut-Berge. Südlich von Voggenberg liegt der Hochgitzen (676 m), der höchsten Erhebung der Gemeinde Bergheim, und nordöstlich der Sandkuchl (615 m). Nordöstlich sind zwei kleine Seen, der Ragginger- und der Lugingersee. Der Großteil des Raggingersees liegt bereits in Elixhausen.

## Sternwarte
Die Gegend wurde schon von den Kelten besiedelt. In Voggenberg befand sich ein Kultplatz aus dieser Zeit. Es wird vermutet, dass man dort dem Lichtkult nachging und auch Himmelsbeobachtungen durchführte. Dies war für den Gymnasiallehrer Hans Eisner und örtlichen Sternfreunden neben der günstigen Lage ein Grund, 1986–1988 am Osthang die Sternwarte Voggenberg () zu errichten. Die organisatorisch heute zum Salzburger Haus der Natur gehörende Sternwarte wurde 2018/19 durch die Vega-Sternwarte am Haunsberg ersetzt.